# Pseudoberyx
Pour le genre de serpents, voir Pseudoeryx.
Genre
Pseudoberyx est un genre éteint de poissons osseux qui vivaient lors du Cénomanien.

## Systématique
Le genre Pseudoberyx a été créé en 1866 par les paléontologues suisses François-Jules Pictet de la Rive (1809-1872) et Aloïs Humbert (1829-1887),.

## Liste d'espèces
Selon Paleobiology Database (15 juillet 2022) :
- † Pseudoberyx bottae Pictet & Humbert, 1866
- † Pseudoberyx grandis Davis, 1887
- † Pseudoberyx syriacus Pictet & Humbert, 1866

## Étymologie
Le nom générique, Pseudoberyx, vient de la ressemblance de ces poissons avec ceux du genre Beryx. 

## Publication originale
- François-Jules Pictet et Aloïs Humbert, Nouvelles recherches sur les poissons fossiles du Mont Liban, Genève, Inconnu, 1866, 174 p. (OCLC 23426749, DOI 10.5962/BHL.TITLE.8429, lire en ligne).